# Каледонија (Мичиген)
Каледонија (енгл. Caledonia) град је у америчкој савезној држави Мичиген.

## Демографија
По попису из 2010. године број становника је 1.511, што је 409 (37,1%) становника више него 2000. године.
| Група             | 2000.         | 2010.         |
| Белци             | 1.071 (97,2%) | 1.433 (94,8%) |
| Афроамериканци    | 3 (0,3%)      | 11 (0,7%)     |
| Азијати           | 6 (0,5%)      | 11 (0,7%)     |
| Хиспаноамериканци | 13 (1,2%)     | 41 (2,7%)     |
| Укупно            | 1.102         | 1.511         |